# Santana (Belize)
Santana ist ein Ort im Belize District in Belize. 2010 hatte der Ort 110 Einwohner.

## Geographie
Santana liegt östlich des Northern Highway am Buena Vista Creek, östlich von Chicago und nördlich von Lucky Strike.
Der Ort betreibt das Santana water board, welche auch die umliegenden Orte mit Wasser versorgt. Die Wasserversorgung steht unter der Leitung von Dickie Hernandez.